# Audrina Patridge

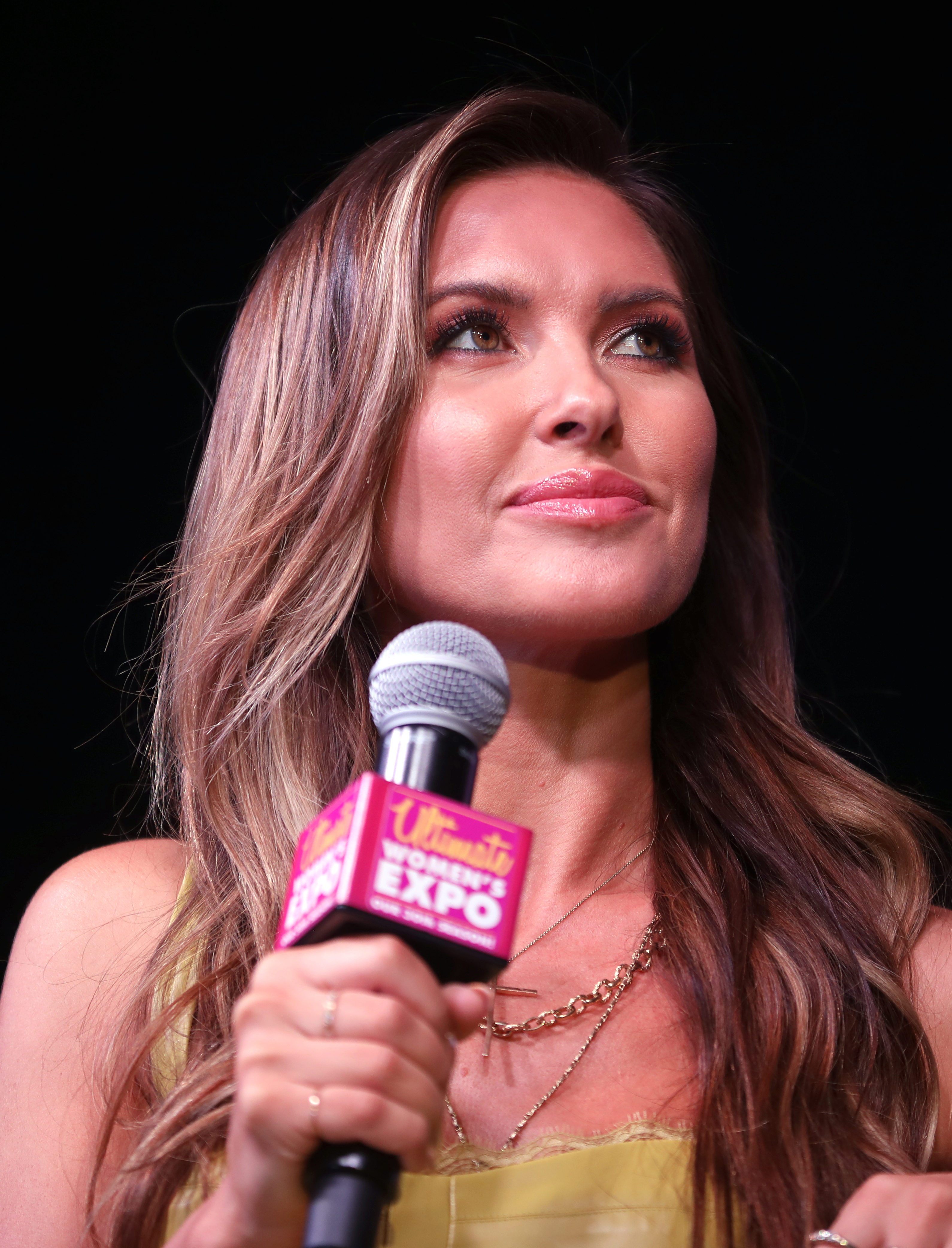
Audrina Patridge bei einer Veranstaltung in Phoenix, Arizona, USA (2023)

Audrina Cathleen Patridge (* 9. Mai 1985 in Los Angeles) ist eine US-amerikanische Reality-TV-Darstellerin und Schauspielerin. Bekannt wurde sie durch ihre Rolle in der Reality-TV-Serie The Hills auf MTV.

## Leben
Audrina Patridge wurde in Los Angeles geboren, wuchs jedoch – zusammen mit ihrer Schwester Casey – in Yorba Linda in Orange County auf. Nach Beendigung der El Dorado High School in Placentia, zog sie nach Los Angeles und begann mit der Schauspielerei und dem Modeln.
Im Jahre 2005 kam einer der Produzenten von The Hills, der erfolgreichsten MTV-Realityserie, auf sie zu und bat sie, in dieser mitzuwirken. Die Erstausstrahlung in den USA fand am 26. Mai 2006 statt. Patridge wird als eine der neuen Freundinnen von Heidi Montag, ebenfalls eine der Charaktere in The Hills, vorgestellt. Sie wohnte, wie ihre Hills-Kolleginnen, im Apartmentkomplex in den Hillside Villas. Sie war sechs Staffeln dabei und verdiente rund 100.000 Dollar pro Folge.
Neben ihrer Hauptkarriere als Reality-Star arbeitet sie auch als Schauspielerin in Filmen wie Into the Blue 2 und Sorority Row. Darüber hinaus hatte sie auch kleinere Gastauftritte in Musikvideos („Sirens on the 101“ von Over It), Mad TV und Family Guy. 2011 sah man sie wieder im Kino in dem Tanzfilm Honey 2 – Lass keinen Move aus, der in Deutschland am 23. Juni 2011 Premiere hatte. In diesem Film verkörpert Patridge die Tänzerin Melinda.
Patridge hatte Beziehungen mit Shannon Leto, dem Drummer von 30 Seconds to Mars, Justin Brescia (auch bekannt als Justin Bobby) und Chris Pine. Im Februar 2008 tauchten Nacktfotos von ihr im Internet auf. Sie sagte in einem Interview, dass sie jung und naiv gewesen sei. Knapp ein Jahr später, im März 2009, wurde ihr Haus in Los Angeles ausgeraubt, was wiederum für viel Medienrummel um ihre Person sorgte. Im selben Jahr wurde bekannt, dass sie das neue Gesicht einer PETA-Kampagne für Tier-Geburtenkontrolle wird.
Patridge gewann 2009 den ShoWest Award in der Kategorie „Female Star of Tomorrow“. Ende September 2009 erwirkte sie eine einstweilige Verfügung gegen Zachory Loring, welcher sich gegen ihren Willen des Öfteren vor ihrem Haus in Los Angeles aufhielt und ihr merkwürdige Geschenke machte. 2011 lief auf VH1 ihre eigene Reality Show, Audrina. Die Serie wurde nach nur einer Staffel wegen schwacher Quoten eingestellt.

## Filmografie
Kino
- 2009: Schön bis in den Tod (Sorority Row)
- 2009: Into the Blue 2 – Das goldene Riff (Into the Blue 2: The Reef)
- 2011: Take Me Home Tonight
- 2011: Honey 2 – Lass keinen Move aus (Honey 2)

Fernsehen
- 2006–2010: The Hills (Hauptdarstellerin, Staffeln 1–6)
- 2006–2008: MADtv (3 Folgen)
- 2009: Family Guy
- 2011: Audrina (Hauptdarstellerin, Reality-TV)
- 2019–2021: The Hills: New Beginnings